# Podogymnura
Podogymnura és un gènere de gimnurs originaris de les Filipines. Conté les dues espècies següents: 
- Gimnur espinós (P. aureospinula)
- Gimnur de Mindanao oriental (P. intermedia)
- Gimnur menut (P. minima)
- Gimnur de Mindanao (P. truei)

Igual que els altres gimnurs, s'assemblen a les musaranyes, però no hi estan directament emparentats. Tenen el pelatge de color marró vermellós o gris a la part dorsal, mentre que la part ventral és més clara.